# Xanthoparmelia skyrinifera
Xanthoparmelia skyrinifera är en lavart som beskrevs av Hale. Xanthoparmelia skyrinifera ingår i släktet Xanthoparmelia och familjen Parmeliaceae.   Inga underarter finns listade i Catalogue of Life.